# 李允椉
李允椉（英語：David Lee，1958年9月24日—），原名李昆達，台灣可靠度儀器設備生產商金頓科技執行長。現任中華民國計量工程學會理事、台灣太空產業發展協會理事、 臺灣發明協會副理事長、中華民國品質學會可靠度委員會委員、中華民國振動與噪音工程學會理事。

## 經歷
- 國際半導體設備材料產業協會（SEMI）工作小組TC/TF委員[6]
- 第八屆海峽兩岸資訊產業和技術標準論壇 海峽兩岸太陽能光伏共通標準制定專家技術委員[7]
- 台灣植物工廠暨智慧農業發展協會第五屆常務理事[8]

## 發明項目
- 2000、2001 國家優良產品設計獎[9]
- 2005 瑞士日內瓦國際發明展金牌[10]
- 2005 美國匹茲堡國際發明展金牌及大會首獎[11]